# Hosur, Nagamangala
Hosur là một làng thuộc tehsil Nagamangala, huyện Mandya, bang Karnataka, Ấn Độ.